# Ursula Happe
Ursula Happe (* 20. Oktober 1926 in Danzig, Freie Stadt Danzig als Ursula Krey; † 26. März 2021 in Dortmund) war eine deutsche Schwimmerin.
Bei ihrer ersten Olympia-Teilnahme 1952 in Helsinki startete sie als einzige deutsche Schwimmerin über 200 Meter Brust und schied im Halbfinale aus. Ihr größter Erfolg war – als zweifache Mutter – der Gewinn der Goldmedaille über 200 m Brust in handgestoppten 2:53,1 Minuten bei den Olympischen Spielen 1956 in Melbourne. Dies war auch gleichzeitig olympischer Rekord über diese Strecke. Zwei Jahre zuvor gewann sie bei den Europameisterschaften 1954 bereits Gold über 200 m Brust und Bronze über 100 m Schmetterling. Des Weiteren errang sie 18 Deutsche Meistertitel in verschiedenen Disziplinen.
In den Jahren 1954 und 1956 wurde sie in Deutschland zur Sportlerin des Jahres gewählt, und im Jahr 1997 wurde sie in die Ruhmeshalle des internationalen Schwimmsports aufgenommen. Im Rahmen der Ausgabe einer Briefmarkenserie zu den Olympischen Spielen 1960 ehrte die Dominikanische Republik Ursula Happe mit einer 17-Centavos-Briefmarke.
Zusammen mit ihrem Mann Heinz Günter hatte sie vier Kinder, darunter der ehemalige Handballnationalspieler und Silbermedaillengewinner der Olympischen Spiele 1984 Thomas Happe. Ursula Happe besuchte noch mit weit über 90 Jahren täglich das 1500-Meter-Kraultraining. Sie starb im März 2021 in Dortmund.

## Ehrungen und Auszeichnungen
- Sportlerin des Jahres 1954 und 1956
- Silbernes Lorbeerblatt 1954 und 1956
- Ehrenring der Stadt Dortmund 1956
- Georg von Opel-Preis 1997
- Ehrennadel des Deutschen Schwimm-Verbandes
- Verdienstorden des Landes Nordrhein-Westfalen 1996
- Ehrennadel der Stadt Dortmund 2011

## Einzelbelege
1. 1 2  Petra Nachtigaeller: Der deutsche Sport trauert um die Dortmunderin und Olympiasiegerin Ursula Happe. Halterner Zeitung, 31. März 2021, abgerufen am 31. März 2021.
2. ↑  Traueranzeige Ursula Happe. Abgerufen am 3. April 2021.
3. 1 2  Olympiasiegerin Ursula Happe verstorben. Deutscher Olympischer Sportbund, 1. April 2021, abgerufen am 1. April 2021.
4. ↑  Ursula Happe. Der Spiegel, 8. November 1960, abgerufen am 1. April 2021 (Kurzmeldung anlässlich der Briefmarkenausgabe).
5. ↑  1960, Olympic games 8v. www.freestampcatalogue.com, abgerufen am 1. April 2021 (englisch).

| Personendaten    | Personendaten              |
| ---------------- | -------------------------- |
| NAME             | Happe, Ursula              |
| ALTERNATIVNAMEN  | Krey, Ursula (Geburtsname) |
| KURZBESCHREIBUNG | deutsche Schwimmerin       |
| GEBURTSDATUM     | 20. Oktober 1926           |
| GEBURTSORT       | Danzig, Freie Stadt Danzig |
| STERBEDATUM      | 26. März 2021              |
| STERBEORT        | Dortmund                   |